# M23 MBC
M23 MBC（英語: M23 Mortar Ballistic Computer）は、アメリカ軍が使用している迫撃砲の弾道計算を行うための携帯用計算機である。

## 概要
"Ballistic Computer"とは弾道計算機という意味で、迫撃砲専用の弾道計算機である。アメリカ軍では迫撃砲を装備する部隊には迫撃砲1門に1台ずつ装備されている。
間接射撃を行う場合には外部通信デバイスを接続することで観測班（Forward Observer）が観測したデータがリアルタイムで入力されて、迫撃砲指揮官がそれをチェックして諸元を求められるようになっている。
本体重量が7ポンド（バッテリーを含む）で、ケースその他を含めて8ポンドの重量があり、防水防塵加工されている。
現在、後継機のXM32 MBCが開発中である。

## 対応砲と弾薬
- M224 60mm 迫撃砲
  - 榴弾：M720、M49A4、(X)M888
  - 白燐弾：M302A1、M302A2、M722
  - 照明弾：M83A3、M721
- M252 81mm 迫撃砲およびM29 81mm 迫撃砲
  - 榴弾：M374、M374A2、M374A3、M821、M889、M889A1、M821A1
  - 白燐弾：M375、M375A2、M375A3
  - 照明弾：M301A3、M853A1
  - 演習弾：M1、M68、M879、M880
  - 赤燐弾：M819
- M30 107mm迫撃砲
  - 榴弾：M329A1、M329A2
  - 白燐弾：M328A1
  - 照明弾：M335A2
  - CSガス弾：(X)M630
- M120 120mm 迫撃砲
  - 榴弾：M933、M934、M57
  - 白燐弾：M68、M929
  - 照明弾：M91、M930
- M120 120mm 迫撃砲にM303 オプション装着
  - 榴弾：M374、M37A42、M374A3
  - 白燐弾：M375、M375A2、M375A3
  - 照明弾：M301A3
  - 演習弾：M880